# Ruder-Europameisterschaften 2020
Die Ruder-Europameisterschaften 2020 wurden vom 9. bis 11. Oktober 2020 in Posen (Polen) auf dem Maltasee in 18 verschiedenen Wettbewerbsklassen über die olympische Wettkampfdistanz von 2000 Metern ausgetragen. Alle Finals fanden am 11. Oktober statt.
Teilnahmeberechtigt ist jeweils eine Mannschaft je Wettbewerbsklasse aus den 46 europäischen Mitgliedsverbänden des Weltruderverbandes (FISA). Eine Qualifikationsregatta existiert nicht.
Die Ruder-Europameisterschaften fanden nach 1958, 2007, und 2015 zum vierten Mal in Poznań statt. Die Ruder-Weltmeisterschaften fanden zwischenzeitlich 2009 in Poznań statt, außerdem war der Maltasee mehrmals Schauplatz von Regatten des Ruder-Weltcups.

## Ergebnisse
Hier werden die Medaillengewinner aus den A-Finals aufgelistet. Diese wurden mit sechs Booten besetzt, die sich über Vor- und Hoffnungsläufe sowie Halbfinals für das Finale qualifizieren mussten. Die Streckenlänge betrug in allen Läufen 2000 Meter.

### Männer
| Bootsklasse                        | Gold | Gold    | Silber | Silber  | Bronze | Bronze  |
| ---------------------------------- | --- | ------- | --- | ------- | --- | ------- |
| Einer (M1x)                        | Dänemark Sverri Sandberg Nielsen | 6:50,22 | Polen Natan Węgrzycki-Szymczyk | 6:51,23 | Norwegen Kjetil Borch | 6:51,63 |
| Leichtgewichts-Einer (LM1x)        | Norwegen Kristoffer Brun | 6:58,75 | Italien Niels Torre | 6:59,11 | Irland Fintan McCarthy | 7:02,15 |
| Doppelzweier (M2x)                 | Niederlande Melvin Twellaar Stef Broenink | 6:18,69 | Schweiz Barnabé Delarze Roman Röösli | 6:20,79 | Irland Daire Lynch Ronan Byrne | 6:21,28 |
| Leichtgewichts-Doppelzweier (LM2x) | Italien Stefano Oppo Pietro Ruta | 6:22,80 | Deutschland Jonathan Rommelmann Jason Osborne | 6:22,93 | Belgien Niels Van Zandweghe Tim Brys | 6:23,77 |
| Doppelvierer (M4x)                 | Niederlande Dirk Uittenbogaard Abe Wiersma Tone Wieten Koen Metsemakers                                                                                          | 5:39,44 | Italien Luca Chiumento Simone Venier Luca Rambaldi Giacomo Gentili | 5:43,88 | Litauen Dovydas Nemeravičius Martynas Džiaugys Dominykas Jančionis Aurimas Adomavičius                                                             | 5:47,51 |
| Leichtgewichts-Doppelvierer (LM4x) | Italien Catello Amarante Antonio Vicino Patrick Rocek Gabriel Soares                                                                                             | 6:01,01 | Deutschland Julian Schneider Eric Magnus Paul Jonathan Schreiber Joachim Agne | 6:04,49 | Österreich Alexander Maderner Lukas Kreitmeier Sebastian Kabas Philipp Kellner                                                                     | 6:10,12 |
| Zweier ohne Steuermann (M2-)       | Rumänien Marius-Vasile Cozmiuc Ciprian Tudosă | 6:26,52 | Kroatien Martin Sinković Valent Sinković | 6:29,46 | Italien Matteo Lodo Giuseppe Vicino | 6:30,55 |
| Vierer ohne Steuermann (M4-)       | Niederlande Jan van der Bij Boudewijn Röell Sander de Graaf Nelson Ritsema                                                                                       | 6:01,70 | Italien Marco Di Costanzo Giovanni Abagnale Bruno Rosetti Matteo Castaldo | 6:04,05 | Polen Mateusz Wilangowski Mikołaj Burda Marcin Brzeziński Michał Szpakowski                                                                        | 6:05,08 |
| Achter (M8+)                       | Deutschland Johannes Weißenfeld Laurits Follert Olaf Roggensack Torben Johannesen Jakob Schneider Malte Jakschik Richard Schmidt Hannes Ocik Martin Sauer (Stm.) | 5:31,15 | Rumänien Alexandru Chioseaua Florin-Sorin Lehaci Constantin Radu Sergiu-Vasile Bejan Vlad Dragoș Aicoboae Constantin Adam Florin Arteni-Fintinariu Ciprian Huc Adrian Munteanu (Stm.) | 5:32,93 | Niederlande Bjorn van den Ende Ruben Knab Kaj Hendriks Simon van Dorp Jasper Tissen Bram Schwarz Mechiel Versluis Robert Lücken Aranka Kops (Stf.) | 5:34,21 |

### Frauen
| Bootsklasse                        | Gold | Gold    | Silber | Silber  | Bronze | Bronze                  |
| ---------------------------------- | --- | ------- | --- | ------- | --- | ----------------------- |
| Einer (W1x)                        | Irland Sanita Pušpure | 7:36,04 | Österreich Magdalena Lobnig | 7:38,46 | Griechenland Anneta Kyridou | 7:39,97                 |
| Leichtgewichts-Einer (LW1x)        | Niederlande Martine Veldhuis | 7:48,95 | Schweiz Sofia Meakin | 7:50,03 | Italien Paola Piazzolla | 7:52,38                 |
| Doppelzweier (W2x)                 | Rumänien Nicoleta-Ancuța Bodnar Simona Geanina Radiș | 6:57,86 | Niederlande Roos de Jong Lisa Scheenaard | 7:03,47 | Frankreich Hélène Lefebvre Élodie Ravera-Scaramozzino | 7:05,05                 |
| Leichtgewichts-Doppelzweier (LW2x) | Niederlande Marieke Keijser Ilse Paulis | 6:58,07 | Italien Valentina Rodini Federica Cesarini | 6:59,80 | Rumänien Ionela-Livia Cozmiuc Gianina-Elena Beleagă | 7:00,60                 |
| Doppelvierer (W4x)                 | Niederlande Laila Youssifou Inge Janssen Olivia van Rooijen Nicole Beukers                                                                                                | 6:25,66 | Deutschland Daniela Schultze Carlotta Nwajide Frieda Hämmerling Franziska Kampmann                                                                                          | 6:26,75 | Polen Katarzyna Boruch Marta Wieliczko Agnieszka Kobus-Zawojska Katarzyna Zillmann                                                                                     | 6:27,87                 |
| Leichtgewichts-Doppelvierer (LW4x) | Italien Giulia Mignemi Silvia Crosio Greta Martinelli Arianna Noseda | 6:37,90 | Deutschland Elisabeth Mainz Marion Reichardt Cosima Clotten Katrin Volk | 6:44,51 | nur zwei Boote am Start | nur zwei Boote am Start |
| Zweier ohne Steuerfrau (W2-)       | Rumänien Adriana Ailincăi Iuliana Buhuș | 7:17,19 | Spanien Aina Cid Virginia Díaz Rivas | 7:18,82 | Griechenland Maria Kyridou Christina Bourmpou | 7:20,24                 |
| Vierer ohne Steuerfrau (W4-)       | Niederlande Elisabeth Hogerwerf Karolien Florijn Ymkje Clevering Veronique Meester                                                                                        | 6:35,49 | Italien Aisha Rocek Kiri Tontodonati Alessandra Patelli Chiara Ondoli | 6:40,84 | Irland Aifric Keogh Eimear Lambe Aileen Crowley Fiona Murtagh | 6:41,21                 |
| Achter (W8+)                       | Rumänien Maria-Magdalena Rusu Viviana Iuliana Bejinariu Georgiana Dedu Amalia Bereș Ioana Vrînceanu Maria Tivodariu Mădălina Bereș Denisa Tîlvescu Daniela Druncea (Stf.) | 6:14,75 | Deutschland Sophie Oksche Melanie Göldner Anna Härtl Alexandra Höffgen Alyssa Meyer Frauke Hundeling Marie-Cathérine Arnold Tabea Schendekehl Larina Aylin Hillemann (Stf.) | 6:16,95 | Niederlande Elsbeth Beeres Maartje Damen Dieuwertje den Besten Tessa Dullemans Hermijntje Drenth Tinka Offereins Aletta Jorritsma Karien Robbers Dieuwke Fetter (Stf.) | 6:17,38                 |

### Para-Rudern
| Bootsklasse                                 | Gold                                                                                         | Gold     | Silber                                                                                          | Silber   | Bronze                                                                                        | Bronze   |
| ------------------------------------------- | -------------------------------------------------------------------------------------------- | -------- | ----------------------------------------------------------------------------------------------- | -------- | --------------------------------------------------------------------------------------------- | -------- |
| PR1-Einer (PR1 M1x)                         | Ukraine Roman Poljanskyj                                                                     | 9:34,54  | Russland Alexei Tschuwaschew                                                                    | 9:47,83  | Deutschland Marcus Klemp                                                                      | 9:59,42  |
| PR1-Einer (PR1 W1x)                         | Frankreich Nathalie Benoit                                                                   | 10:51,68 | Ukraine Anna Scheremet                                                                          | 11:02,17 | Deutschland Sylvia Pille-Steppat                                                              | 11:17,90 |
| PR2-Doppelzweier Mixed (PR2 Mix2x)          | Niederlande Annika van der Meer Corne de Koning                                              | 8:19,77  | Ukraine Switlana Bohuslawska Jaroslaw Kojuda                                                    | 8:26,55  | Polen Jolanta Majka Michał Gadowski                                                           | 8:29,03  |
| PR3-Vierer mit Steuerfrau/-mann (PR3 Mix4+) | Italien Cristina Scazzosi Alessandro Brancato Lorenzo Bernard Greta Muti Lorena Fuina (Stf.) | 7:19,67  | Ukraine Olexandra Poljanska Darija Kotyk Stanislaw Samoljuk Maksym Schuk Julija Malassaj (Stf.) | 7:22,83  | Frankreich Guylaine Marchand Margot Boulet Rémy Taranto Antoine Jesel Robin Le Barreau (Stf.) | 7:24,43  |

## Medaillenspiegel
| Platz | Land         | Gold | Silber | Bronze | Gesamt |
| ----- | ------------ | ---- | ------ | ------ | ------ |
| 1     | Niederlande  | 8    | 1      | 2      | 11     |
| 2     | Italien      | 4    | 5      | 2      | 11     |
| 3     | Rumänien     | 4    | 1      | 1      | 6      |
| 4     | Deutschland  | 1    | 5      | 2      | 8      |
| 5     | Ukraine      | 1    | 3      |        | 4      |
| 6     | Irland       | 1    |        | 3      | 4      |
| 7     | Frankreich   | 1    |        | 2      | 3      |
| 8     | Norwegen     | 1    |        | 1      | 2      |
| 9     | Dänemark     | 1    |        |        | 1      |
| 10    | Schweiz      |      | 2      |        | 2      |
| 11    | Polen        |      | 1      | 3      | 4      |
| 12    | Österreich   |      | 1      | 1      | 2      |
| 13    | Kroatien     |      | 1      |        | 1      |
| 13    | Russland     |      | 1      |        | 1      |
| 13    | Spanien      |      | 1      |        | 1      |
| 16    | Griechenland |      |        | 2      | 2      |
| 17    | Belgien      |      |        | 1      | 1      |
| 17    | Litauen      |      |        | 1      | 1      |
| Summe | Summe        | 22   | 22     | 21     | 65     |